# 藤井正助
藤井 正助（ふじい しょうすけ、1950年〈昭和25年〉9月2日 - ）は、日本の政治家。元徳島県阿波市長（2期）。

## 経歴
現在の阿波市出身。徳島県立阿波商業高等学校（現・徳島県立阿波西高等学校）卒業。1970年（昭和45年）、阿波町役場に入庁。2005年（平成17年）4月1日、阿波町は吉野町・土成町・阿波郡市場町と合併。阿波市が誕生。2007年（平成19年）、阿波市役所の議会事務局長に就任。2010年（平成22年）、総務部長に就任。
2011年（平成23年）7月、阿波市政策監に就任。2015年（平成27年）5月、阿波市副市長に就任。
2017年（平成29年）1月27日、次期阿波市長選挙に無所属で立候補することを表明。1月31日付で副市長を辞任。
同年4月16日に行われた市長選挙で元市議の原田健資を破り初当選した。投票率は33.51％。5月8日、市長就任。2021年（令和3年）4月4日、無投票再選(2選)。
2023年2月15日、「一身上の都合」を理由として、市議会に辞職願を提出した。体調不良が理由と見られており、同月17日には辞職が許可された（職務代理者は町田寿人副市長）。
2024年（令和6年）11月の秋の叙勲において、旭日双光章を受章した。